# Corbas
Pour les articles ayant des titres homophones, voir CORBA et Korba.
Corbas [kɔʁba] est une commune française située dans la métropole de Lyon et la région Auvergne-Rhône-Alpes.

## Géographie

Plan de Corbas.

La commune se développe sur 1 190 hectares.

### Localisation
La commune est située en banlieue sud-est de Lyon, à 10 kilomètres de cette ville et à la limite sud de la Métropole de Lyon au périmètre de laquelle elle appartient depuis 1969. Elle fait partie des communes dites de l'Est lyonnais.
Compte tenu de sa proximité avec Lyon, elle a connu une rapide urbanisation à partir des années 1960, passant du statut de village rural à celui de petite ville. Elle inaugure son premier lotissement en juin 1960, « La Villerme », dédié aux ouvriers de l'entreprise Berliet (située à Vénissieux) en présence de Paul Berliet.
Les municipalités successives ont toujours voulu préserver l'environnement agricole et naturel de Corbas, de plus en plus indispensable au fil des années et de l'urbanisation. La ville s'est aussi investie dans l'embellissement de la cité, en particulier dans son effort de fleurissement, remportant une première fleur en 1993 puis trois au classement des villes fleuries.
Elle héberge la Maison d'arrêt de Lyon-Corbas.
Malgré son souhait de ralentir son urbanisation depuis le début des années 1990, Corbas voit ses nouvelles constructions exploser depuis le milieu des années 2010. Ainsi, de nombreux logements voient le jour notamment avenue du 8 mai 1945 et un peu partout dans la ville.

Corbas
Lyon
Métropole de Lyon
Autres communes du Rhône

Le territoire de la commune est limitrophe de ceux de sept communes :
|                         | Vénissieux | Saint-Priest |
| Feyzin                  | Corbas     | Mions        |
| Saint-Symphorien-d'Ozon | Marennes   | Chaponnay    |

### Hydrographie
Le territoire communal n'est traversé par aucun cours d'eau.

### Climat
Pour des articles plus généraux, voir Climat d'Auvergne-Rhône-Alpes et Climat du Rhône.
En 2010, le climat de la commune est de type climat océanique altéré, selon une étude du Centre national de la recherche scientifique s'appuyant sur une série de données couvrant la période 1971-2000. En 2020, Météo-France publie une typologie des climats de la France métropolitaine dans laquelle la commune est dans une zone de transition entre le climat semi-continental et le climat de montagne et est dans la région climatique Bourgogne, vallée de la Saône, caractérisée par un bon ensoleillement (1 900 h/an), un été chaud (18,5 °C), un air sec au printemps et en été et des vents faibles.
Pour la période 1971-2000, la température annuelle moyenne est de 12 °C, avec une amplitude thermique annuelle de 18,1 °C. Le cumul annuel moyen de précipitations est de 834 mm, avec 8,9 jours de précipitations en janvier et 6,2 jours en juillet. Pour la période 1991-2020, la température moyenne annuelle observée sur la station météorologique de Météo-France la plus proche, « Lyon-Bron », sur la commune de Bron à 8 km à vol d'oiseau, est de 13,0 °C et le cumul annuel moyen de précipitations est de 820,8 mm,. Pour l'avenir, les paramètres climatiques de la commune estimés pour 2050 selon différents scénarios d'émission de gaz à effet de serre sont consultables sur un site dédié publié par Météo-France en novembre 2022.
| Mois                                  | jan.           | fév.             | mars             | avril           | mai             | juin           | jui.           | août           | sep.            | oct.            | nov.            | déc.             | année      |
| ------------------------------------- | -------------- | ---------------- | ---------------- | --------------- | --------------- | -------------- | -------------- | -------------- | --------------- | --------------- | --------------- | ---------------- | ---------- |
| Température minimale moyenne (°C)     | 1,1            | 1,4              | 4,2              | 7,2             | 11,2            | 15             | 17             | 16,6           | 12,8            | 9,6             | 4,9             | 2                | 8,6        |
| Température moyenne (°C)              | 4,1            | 5,2              | 9                | 12,3            | 16,3            | 20,3           | 22,6           | 22,3           | 17,9            | 13,7            | 8,1             | 4,8              | 13         |
| Température maximale moyenne (°C)     | 7,1            | 9                | 13,8             | 17,4            | 21,5            | 25,6           | 28,2           | 28             | 23,1            | 17,7            | 11,4            | 7,7              | 17,5       |
| Record de froid (°C) date du record   | −23 23.01.1963 | −22,5 14.02.1929 | −10,5 07.03.1971 | −4,4 10.04.1949 | −3,8 01.05.1938 | 2,3 01.06.1959 | 6,1 07.07.1962 | 4,6 25.08.1940 | 0,2 24.09.1928  | −4,5 31.10.1950 | −9,4 30.11.1925 | −24,6 22.12.1938 | −24,6 1938 |
| Record de chaleur (°C) date du record | 19,1 10.01.15  | 21,9 25.02.21    | 26 31.03.21      | 30,1 16.04.1949 | 34,2 16.05.1945 | 38,4 27.06.19  | 40,4 24.07.19  | 41,4 24.08.23  | 35,8 05.09.1949 | 30,6 09.10.23   | 23 02.11.1924   | 20,2 18.12.1989  | 41,4 2023  |
| Ensoleillement (h)                    | 711            | 1 024            | 1 737            | 1 977           | 2 238           | 2 565          | 2 881          | 2 631          | 2 041           | 1 314           | 789             | 587              | 20 495     |
| Précipitations (mm)                   | 49,8           | 41,6             | 49,4             | 68,9            | 80,9            | 74,1           | 67,4           | 65,5           | 82,5            | 99,8            | 87,2            | 53,7             | 820,8      |

### Milieux naturels et biodiversité

Début du Chemin rouge entre la mairie et la rue du Champ Blanc

Corbas est situé à côté du domaine des grandes terres où de nombreuses espèces sont recensées. D'après les comptages effectués, on trouve aussi le bruant proyé, le faucon crécerelle et des oiseaux migrateurs comme la grande aigrette, la cigogne blanche et le faucon émerillon.
Les arbres les plus intéressants répertoriés sur la commune sont par exemple le mûrier blanc lié aux magnaneries qui fonctionnaient sur la commune depuis le XIXe siècle, le chêne pédonculé, le saule blanc, le frêne, le cèdre du Liban et le pin noir.

## Urbanisme

### Typologie
Au 1er janvier 2024, Corbas est catégorisée grand centre urbain, selon la nouvelle grille communale de densité à sept niveaux définie par l'Insee en 2022.
Elle appartient à l'unité urbaine de Lyon, une agglomération inter-départementale regroupant 123  communes, dont elle est une commune de la banlieue,,. Par ailleurs la commune fait partie de l'aire d'attraction de Lyon, dont elle est une commune du pôle principal,. Cette aire, qui regroupe 397 communes, est catégorisée dans les aires de 700 000 habitants ou plus (hors Paris),.

### Occupation des sols
L'occupation des sols de la commune, telle qu'elle ressort de la base de données européenne d’occupation biophysique des sols Corine Land Cover (CLC), est marquée par l'importance des territoires artificialisés (66,2 % en 2018), en augmentation par rapport à 1990 (52,8 %). La répartition détaillée en 2018 est la suivante : 
terres arables (33,8 %), zones industrielles ou commerciales et réseaux de communication (32,7 %), zones urbanisées (24,8 %), espaces verts artificialisés, non agricoles (8,3 %), mines, décharges et chantiers (0,3 %). L'évolution de l'occupation des sols de la commune et de ses infrastructures peut être observée sur les différentes représentations cartographiques du territoire : la carte de Cassini (XVIIIe siècle), la carte d'état-major (1820-1866) et les cartes ou photos aériennes de l'IGN pour la période actuelle (1950 à aujourd'hui).

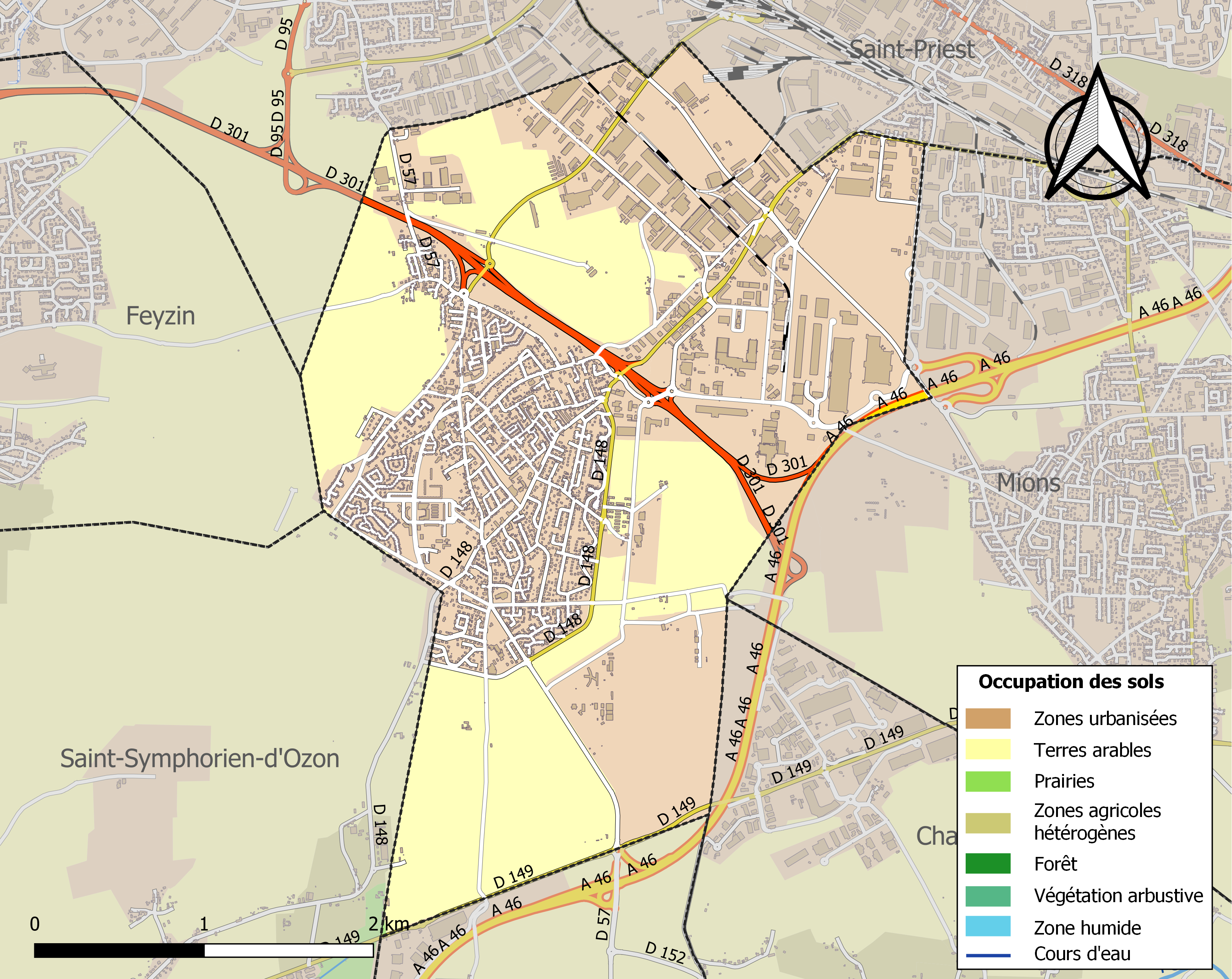
Carte des infrastructures et de l'occupation des sols de la commune en 2018 (CLC).

### Voies de communication et transports

#### Desserte routière
La commune est traversée dans le sens nord - sud par la route départementale 57 de Lyon à Marennes et dans le sens est - ouest par la route départementale 301 aménagée en autoroute, qui relie l'autoroute A7 à Feyzin à l'ouest à l'autoroute A46 à l'est.

#### Transports en Commun Lyonnais
La commune est desservie par les réseaux TCL et les Cars du Rhône du SYTRAL
- Ligne   de Gare de Vénissieux à St-Priest Gare
- Ligne   de Gare de Vénissieux à Corbas les Taillis / Z.A. Chapotin
- Ligne   de Décines Grand Large à Corbas les Balmes
- Ligne   de Gare de Vénissieux à Mions Bourdelle
- Ligne   de Gare Part-Dieu Vivier-Merle à Sogaris Promotrans
- Ligne   de Vénissieux Parilly - Corbas Jacques Prévert (limite TCL) à Vienne (Les Cars du Rhône)
- Ligne   de Vénissieux Parilly - Corbas Musée de l'aviation (limite TCL) à Chaponnay et/ou Valencin (Les Cars du Rhône)

## Toponymie
Le nom de la commune viendrait de corbier, dérivé du mot cormier et non du corbeau.

## Histoire
Pendant la majeure partie de son histoire, Corbas est un modeste hameau, marqué par l'activité agricole et sylvicole.
Lors de la Révolution française, il est rattaché à la commune de Marennes, jusqu'en 1860 où les habitants obtiennent l'indépendance de leur commune. Située en bordure de la forêt du Velin, aujourd'hui disparue, ses habitants ont probablement vécu de l'exploitation du bois et des activités connexes.
Au XIXe siècle, un paysagiste venu de Chaponost, Antoine Pitiot, fit planter des mûriers et dota la commune d'une magnanerie. Son fils, Nicolas Pitiot est le premier maire de Corbas en 1860. L'autre fait marquant à cette époque, est la construction du fort de Corbas, maillon de la deuxième ceinture de forts militaires lyonnais.
Le développement de Corbas intervient principalement au tournant des années 1970. Comme toutes les communes de la plaine de Lyon, elle absorbe l'essor démographique de l'agglomération lyonnaise, essentiellement sous la forme d'habitat pavillonnaire. Le premier lotissement est construit en 1960 rue de la Villermé, en contrebas du petit revers de plateau où, autrefois, l'on cultivait la vigne.
La commune accueille par ailleurs une vaste zone logistique et industrielle. En 1975, intervient la fermeture des abattoirs historiques de Lyon dans le quartier de La Mouche. Cela entraîne la création, en 1977, du complexe d'abattoirs-marché à Corbas. Cette activité est renforcée par l'implantation du marché de gros de Lyon qui a déménagé du quartier Perrache en 2009 pour faire place au nouveau quartier de Confluence.
Jusqu'en 1967, Corbas appartenait au département de l'Isère, au sein du canton de Saint-Symphorien-d'Ozon. La commune intègre le Rhône l'année suivante.
Le Grand Lyon disparait le 1er janvier 2015, et laisse place à la collectivité territoriale de la métropole de Lyon. La commune quitte ainsi le département du Rhône.

## Politique et administration

L'ancienne mairie, aujourd'hui appelée « mairie 1860 ».

### Découpage territorial

#### Commune et intercommunalités
La commune fait partie de la Métropole de Lyon, dont elle représente environ 2,23 % du territoire et 0,8 % de la population en 2018.

### Élections municipales et communautaires

#### Tendances politiques et résultats
Corbas compte 33 élus regroupés dans plusieurs groupes politiques.
Depuis 2020, la majorité (26 élus) regroupe les groupes politiques Communiste, Socialiste, Ecologiste, regroupement citoyen, indépendant.

L'opposition est constituée d'un seul groupe politique Droite républicaine, Centre et société civile (7 élus). 

#### Liste des maires
| Période                                  | Période | Identité             | Étiquette | Qualité |
| ---------------------------------------- | ------- | -------------------- | --------- | ------- |
| 1860                                     | 1869    | Nicolas Pitiot       |           |         |
| 1870                                     | 1871    | Jean-Baptiste Barioz |           |         |
| 1871                                     | 1874    | Jean Geoffray        |           |         |
| 1874                                     | 1884    | Alfred Pitiot        |           |         |
| 1884                                     | 1911    | Étienne Barioz       |           |         |
| 1911                                     | 1924    | Antoine Louvier      |           |         |
| 1924                                     | 1929    | Claude Dulaquais     |           |         |
| 1929                                     | 1945    | Jules Pellet         |           |         |
| Les données manquantes sont à compléter. |         |                      |           |         |

| Période   | Période   | Identité           | Étiquette    | Qualité          |
| --------- | --------- | ------------------ | ------------ | ---------------- |
| 1945      | mars 1977 | Charles Jocteur    | ...          | ...              |
| mars 1977 | juin 1995 | Pierre Rivière     | PS           |                  |
| juin 1995 | mars 2008 | André Sardat       | RPR puis UMP |                  |
| mars 2008 | août 2009 | Thierry Butin      | PS           | Agriculteur      |
| août 2009 | mai 2020  | Jean-Claude Talbot | PS           | Retraité         |
| mai 2020  | En cours  | Alain Viollet      | [NUPES]      | Cadre commercial |
|           |           |                    |              |                  |

### Jumelages
| \| Corbas Corbetta \| Localisation de Corbas et Corbetta. |
| Corbas Corbetta                                           |

- Corbetta (Italie) (municipal[a 2])

## Équipements, services publics et Sécurité

### Espaces publics
En 2014, la commune obtient le niveau « trois fleurs » au concours des villes et villages fleuris.

### Enseignement
Corbas est située dans l'académie de Lyon.
La commune gère trois écoles primaires publiques : Jacques-Prévert, Jean-Jaurès et Marie-Curie. Le département gère le collège René-Cassin.
La ville a dû faire face à de nombreux cas de harcelement dans ses groupes scolaires.
En 2024, la majorité en place a été condamnée pour des manquements au périscolaire, ,.

### Justice
En 2024, la majorité en place est condamnée définitivement à payer plus de 25 000€ à une famille pour des manquements à l'encadrement en milieu périscolaire,, .

### Écologie
En 2024, l'eau potable distribuée sur une zone d’activité du sud-est lyonnais par une association d’industriels et Veolia a une teneur en polluants éternels supérieure à la future norme applicable en 2026. L’eau continue pourtant d’être distribuée sur un bassin industriel d’environ 10 000 salariés en grande partie sur Corbas.

### Sécurité
Corbas héberge une caserne de gendarmerie.
Depuis plusieurs années, la délinquance et l'insécurité augmentent à Corbas. Cette situation s'accélère depuis 2020.
En 2021, 426 crimes ou délits ont été recensés, contre 339 en 2020, soit une augmentation de 25,7 % sur une année.

## Population et société

### Démographie
L'évolution du nombre d'habitants est connue à travers les recensements de la population effectués dans la commune depuis 1861. Pour les communes de plus de 10 000 habitants les recensements ont lieu chaque année à la suite d'une enquête par sondage auprès d'un échantillon d'adresses représentant 8 % de leurs logements, contrairement aux autres communes qui ont un recensement réel tous les cinq ans,.

En 2022, la commune comptait 11 196 habitants, en évolution de −0,12 % par rapport à 2016 (Rhône : +3,93 %, France hors Mayotte : +2,11 %).
| 1861 | 1866 | 1872 | 1876 | 1881 | 1886 | 1891 | 1896 | 1901 |
| ---- | ---- | ---- | ---- | ---- | ---- | ---- | ---- | ---- |
| 354  | 377  | 374  | 396  | 427  | 412  | 408  | 387  | 414  |

| 1906 | 1911 | 1921 | 1926 | 1931 | 1936 | 1946 | 1954 | 1962  |
| ---- | ---- | ---- | ---- | ---- | ---- | ---- | ---- | ----- |
| 457  | 437  | 422  | 515  | 585  | 630  | 607  | 734  | 1 362 |

| 1968  | 1975  | 1982  | 1990  | 1999  | 2006  | 2011   | 2016   | 2021   |
| ----- | ----- | ----- | ----- | ----- | ----- | ------ | ------ | ------ |
| 2 208 | 3 225 | 6 375 | 8 101 | 9 259 | 9 486 | 10 621 | 11 209 | 10 932 |

| 2022   | - | - | - | - | - | - | - | - |
| ------ | - | - | - | - | - | - | - | - |
| 11 196 | - | - | - | - | - | - | - | - |

### Manifestations culturelles et festivités
Le vrai grand pôle culturel de Corbas est son centre culturel municipal Le Polaris, situé avenue de Corbetta. Il regroupe le théâtre (spectacles, expositions et projection cinéma), la médiathèque municipale, l'école municipale de musique, l'école municipale d'arts plastiques, le Point Accueil Jeune (PAJ) et un studio de danse.
De nombreuses associations sont présentes à Corbas et permettent de dynamiser la ville. Le club d'échec est notamment parmi les cinq meilleurs clubs de France.
On compte parmi les principales manifestations : le carnaval de Corbas, le forum des associations...

## Économie
La ville possède une antenne de la chambre de commerce et d'industrie de Lyon (située dans la zone industrielle, au pied du château d'eau). La ville possède une tradition industrielle dans l'usinage par abrasion.

### Entreprises et commerces
- REP International, fondée par Robert Esnault-Pelterie spécialisée dans la production de presses à injecter le caoutchouc.
- Anciens établissements Durrschmidt.

Implantés à Lyon et Corbas, ils étaient, au milieu des années 1980, parmi les plus importants de la région. En 1991, Durrschmidt n'employait plus que 120 personnes à Corbas. En 1994, la société est mise en liquidation et licencie la totalité de son personnel.

## Culture locale et patrimoine

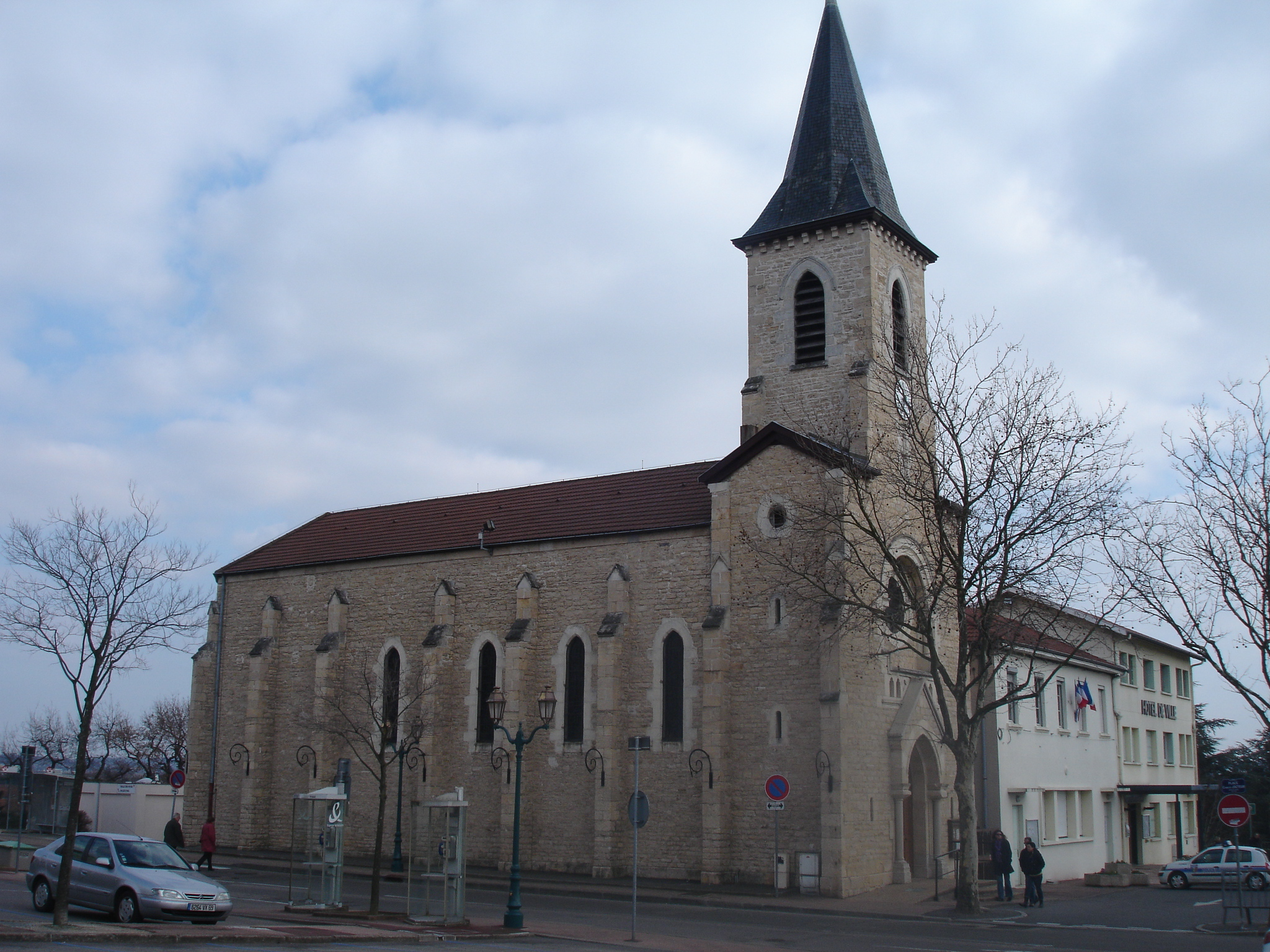
L'église de Corbas

Planeurs

### Lieux et monuments
- Aérodrome de Lyon - Corbas, est aérodrome restreint permettant l'évolution de planeurs et monomoteurs, ainsi que la pratique du parachutisme et du modélisme.
- En fait d'église, le premier édifice de Corbas fut une chapelle située à l'intérieur du cimetière actuel. Un prêtre, l'abbé Bully, y fut nommé en 1865 quand Corbas devint une paroisse. Après un choix difficile qui opposa les habitants pour savoir s'il fallait construire une nouvelle église, on construisit un nouvel édifice, La nouvelle église St Jacques, inaugurée en pleine guerre contre l'Allemagne, le 13 novembre 1870[Note 10].
- Le fort de Corbas, ouvrage militaire faisant partie de la deuxième ceinture de Lyon, seul fort de la place doté d'une tourelle Mougin. Il appartient aujourd'hui au Ministère de l'Intérieur (pas visitable par le grand public).
- EALC Corbas musée d'aviation avec plus de 35 machines exposées ainsi que de nombreux moteurs. Toutes les visites sont guidées par des bénévoles passionnés.

### Héraldique, devise et logotype
|  | Les armes de la commune de Corbas se blasonnent ainsi : De gueules aux trois cellules d'abeilles hexagonales de sable, accolées bordées d'argent, remplies d'or, au chef cousu d'azur chargé d'un dauphin versé d'argent, la tête regardant vers dextre, soutenu d'un vol fait d'un filet en chevron renversé courbé du même. |

Le logo
Le logo de Corbas a été élaboré en 1992 à partir de symboles aériens évoquant la notion de bien vivre à Corbas, et bien évidemment la vocation de base aérienne de la commune avec son terrain d'aviation. Le gros soleil ascendant dont le jaune donne une note claire à l'ensemble représente l'essor économique et la volonté de privilégier le dynamisme, de faire en sorte que chacun puisse s'épanouir et se tourner vers l'avenir.
Cette symbolisation repose sur quatre couleurs : le rouge pour l'industrie, le bleu pour l'habitat, le jaune pour le soleil et la qualité de vie, le vert pour l'environnement.